# Кавало Морто (Кјети)
Кавало Морто (итал. Cavallo Morto) је насеље у Италији у округу Кјети, региону Абруцо.
Према процени из 2011. у насељу је живело 36 становника. Насеље се налази на надморској висини од 334 м.